# Verwaltungsamt für innere Restitutionen
Verwaltungsamt für innere Restitutionen war die Bezeichnung zunächst einer, später zweier deutscher Bundesbehörden im Geschäftsbereich des Bundesfinanzministeriums zur Wiedergutmachung nationalsozialistischen Unrechts, und zwar zur Rückgabe von Effekten an Inhaftierte der Nationalsozialisten und der Alliierten. Effekten bezeichnen das persönliche Eigentum, das den Häftlingen bei der Inhaftierung abgenommen wurde.

## Geschichte
Am 17. Juli 1947 wurde in Bad Nenndorf von der britischen Besatzungsmacht der Disposal Board als Restitutionsbehörde gegründet und am 8. Oktober in Zentralamt für Vermögensverwaltung (Central Claims Registry) umbenannt.
1955 verpflichtete sich Deutschland im dritten Teil des Überleitungsvertrags mit der Überschrift Innere Rückerstattung zur „Rückerstattung feststellbarer Vermögenswerte an Opfer der nationalsozialistischen Verfolgung“ im Anschluss an die Gesetzgebung der Besatzungsmächte. Art. 2 S. 2 lautet:

„Die Bundesrepublik wird eine Bundesdienststelle damit betrauen, die Erfüllung der in diesem Artikel übernommenen Verpflichtung unter Beachtung der Vorschriften des Grundgesetzes sicherzustellen,“

Das Verwaltungsamt für innere Restitutionen übernahm diese Aufgabe von seiner Vorgängerbehörde. Im Bundeshaushaltsplan 1955 wurde das Verwaltungsamt erstmals erwähnt. Später wurde das Amt von Bad Nenndorf nach Stadthagen verlegt.
Am 1. Juli 1978 wurde die Hauptstelle des Verwaltungsamtes nach Hannover verlegt und an die dortige Oberfinanzdirektion „angegliedert“.
Am 1. April 1957 wurde das Münchener Zentralanmeldeamt für die Rückerstattung, das aus einer Behörde der US-Zone hervorgegangen war, zur Außenstelle des Verwaltungsamtes, zum 1. Juli 1978 „verselbständigt“ und der Oberfinanzdirektion München „angegliedert“. Seit 1978 gab es somit zwei Verwaltungsämter für innere Restitutionen.
„Die Aufgaben wurden im Zuge der Neustrukturierung der Bundesfinanzverwaltung zunächst von der Oberfinanzdirektion Berlin und nach deren Auflösung vom Bundesamt zur Regelung offener Vermögensfragen (BARoV) übernommen. Seit Gründung des Bundesamtes für zentrale Dienste und offene Vermögensfragen (BADV) zum 1. Januar 2006 nimmt dieses die Aufgaben wahr. Die Akten der Verwaltungsämter aus Hannover und München werden im BADV aufbewahrt.“

## Leiter
Ebenso wie über die Tätigkeit des Verwaltungsamtes ist über sein Personal wenig bekannt. 1963 wurde Helmut Ohrtmann (* 4. März 1898; † 9. Februar 1991) Leiter des Verwaltungsamtes. Der Jurist war nach seiner Promotion 1922 zunächst im Auswärtigen Dienst tätig, dann in der Justiz und seit 1942 beim Reichskommissar für die Behandlung feindlichen Vermögens. 1944 wurde er Landgerichtsdirektor.

## Behördenbezeichnung in anderen Sprachen
- EN Administrative Office for Internal Restitution
- ES Oficina de Administración de Restituciones Internas
- FR Office d’administration des restitutions internes[13]